# Distrito de Kunszentmárton
El distrito de Kunszentmárton (húngaro: Kunszentmártoni járás) es un distrito húngaro perteneciente al condado de Jász-Nagykun-Szolnok.
En 2013 su población era de 36 300 habitantes. Su capital es Kunszentmárton.

## Municipios
El distrito tiene 2 ciudades (en negrita), 2 pueblos mayores (en cursiva) y 7 pueblos (población a 1 de enero de 2012):
- Cibakháza (4327)
- Csépa (1535)
- Cserkeszőlő (2090)
- Kunszentmárton (8373) – la capital
- Nagyrév (729)
- Öcsöd (3199)
- Szelevény (1050)
- Tiszaföldvár (11 120)
- Tiszainoka (415)
- Tiszakürt (1353)
- Tiszasas (985)